# Světlá

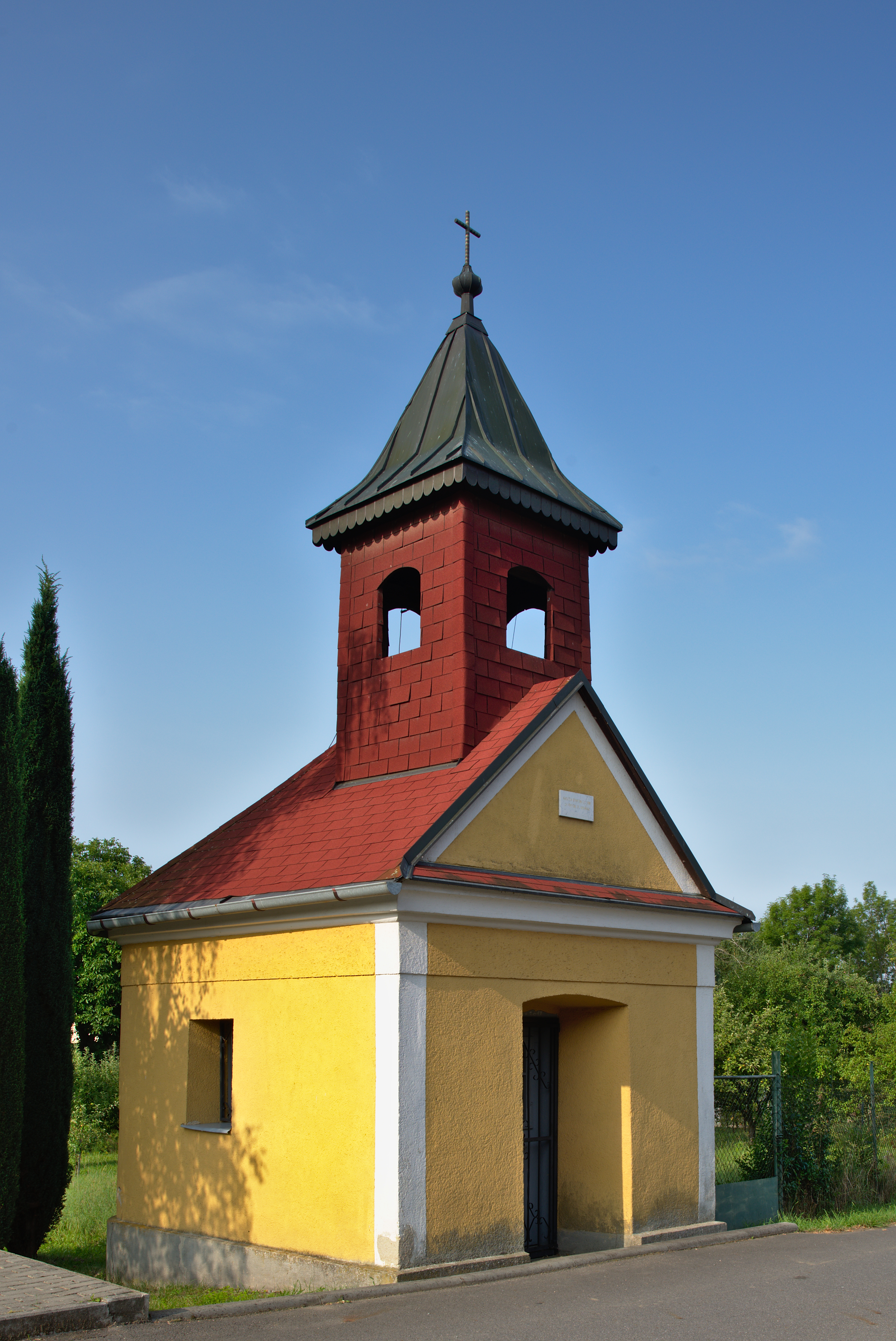
Kapelle Maria Himmelfahrt

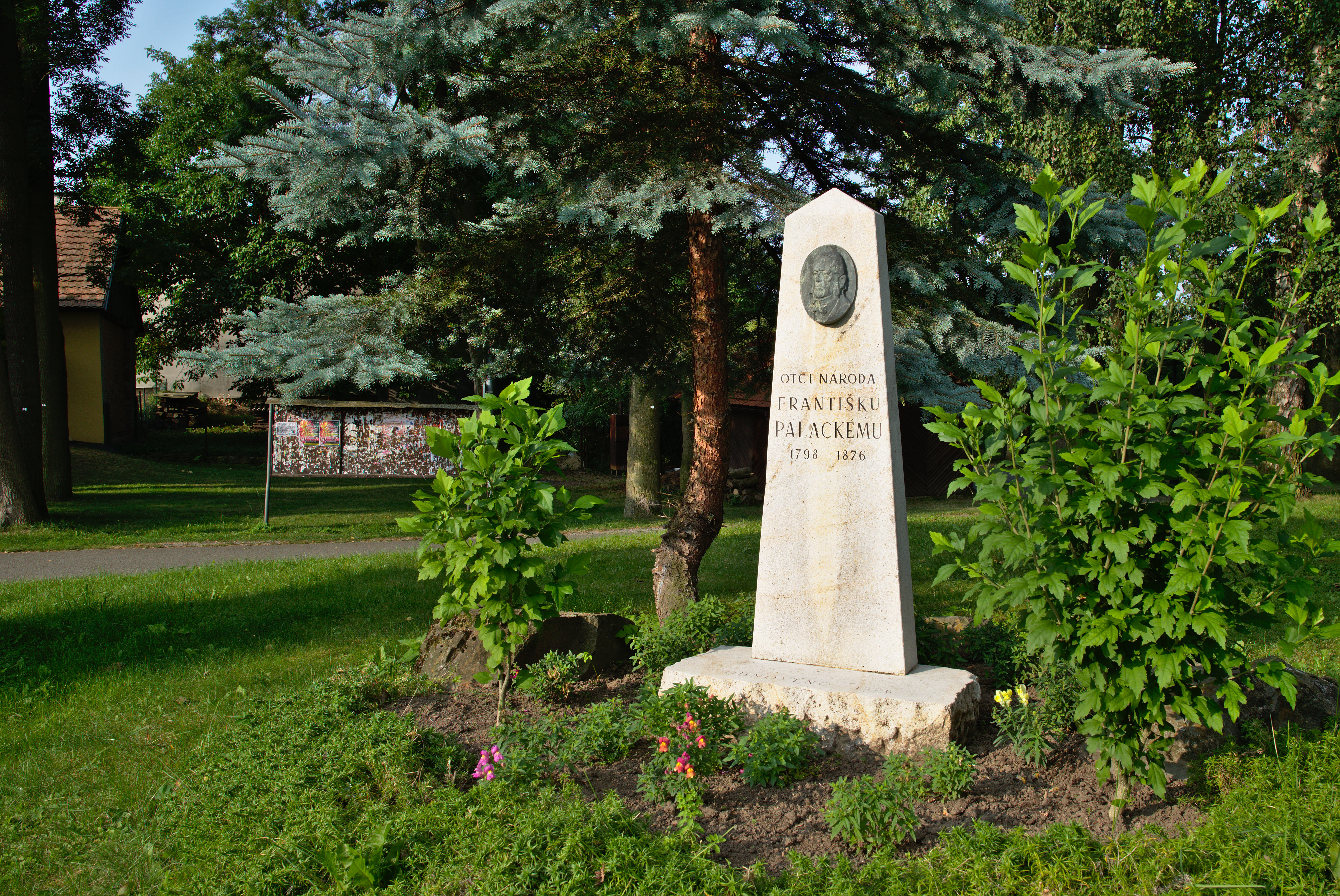
Palacký-Denkmal

Světlá (deutsch Swietla, früher Swietly) ist eine Gemeinde in Tschechien. Sie liegt zehn Kilometer nördlich von Boskovice und gehört zum Okres Blansko.

## Geographie
Světlá befindet sich am nordwestlichen Fuße des Drahaner Berglandes in dem als Kleine Hanna bezeichneten nördlichen Teil der Boskowitzer Furche. Durch das Dorf fließt der Bach Uhřický potok, der hier auch als Světelský potok bezeichnet wird. Einen Kilometer westlich des Dorfes verläuft die Eisenbahnstrecke zwischen Chornice und Boskovice, dort liegt auch die Bahnstation Světlá u Boskovic. Dahinter liegen die Dämme der unvollendeten Reichsautobahn Wien-Breslau. Nordöstlich erhebt sich die Lipina (589 m).
Nachbarorte sind Cetkovice im Norden, Úsobrno im Nordosten, Přívěsť und Pohora im Osten, Mořicův Dvůr, Horní Štěpánov und Kořenec im Südosten, Šebetov und Knínice u Boskovic im Süden, Pamětice im Südwesten, Vanovice im Westen sowie Borotín, Dvořiště und Velké Opatovice im Nordwesten.

## Geschichte
Im Jahre 1078 schenkte Markgraf Otto I. die Gegend dem Kloster Hradisch. Das Dorf Světlá wurde wahrscheinlich im Jahre 1250 vom Hradischer Abt Robert gegründet. 1321 verpachteten die Prämonstratenser Světlá zusammen mit anderen Gütern an die Ritter von Ptení. König Wladislaw Jagiello verpfändete 1499 die Propstei Knínice mit den Städtchen Knínice und Svitávka sowie den Dörfern Světlá, Cetkovice, Šebetov, Uhřice, Kořenec, Úsobrno und Okrouhlá an seinen Berater Ladislav von Boskowitz. Dieser errichtete in Knínice eine Grundherrschaft und schloss ihr weitere Dörfer an. Später gelangte die Herrschaft an das Kloster Hradisch zurück. Im Laufe des 16. Jahrhunderts wurde Šebetov zum neuen Herrschaftssitz ausgebaut und der Orden ließ dort als Residenz ein großes Schloss errichten. Zwischen 1563 und 1597 entstand in Světlá auf Initiative des Abts Kaspar von Litovel ein Klosterhof. Dieser wurde 1721 unter dem Abt Benedictus Bönisch barock umgestaltet. Nach der Aufhebung des Klosters im Zuge der Josephinischen Reformen fielen dessen Güter 1784 dem Religionsfonds zu. Nachdem Kaiser Joseph II. 1781 in seinem Toleranzpatent die helvetische Religionsausübung wieder zugelassen hatte, erfolgte die Rückkehr von protestantischen Familien, die nach der Schlacht am Weißen Berg aus Böhmen und Mähren ausgewandert waren. 1787 wurde der Klosterhof parzelliert und an helvetische Siedler aufgeteilt. Östlich von Světlá entstand eine neue Ansiedlung, die den Namen Duldungsdorf erhielt. 1825 kaufte Karl von Strachwitz-Großzauche und Kamenitz die Herrschaft Šebetov. Sein Sohn Moritz erbte 1837 den Besitz.
Nach der Aufhebung der Patrimonialherrschaften bildete Světlá mit dem Ortsteil Přívěsť / Duldungsdorf ab 1850 eine Gemeinde im Gerichtsbezirk Gewitsch und der Bezirkshauptmannschaft Mährisch Trübau. 1855 wurde die Gemeinde der Bezirkshauptmannschaft Gewitsch zugeordnet, die 1868 wieder aufgehoben wurde. Ab 1869 gehörte die Gemeinde  zum Bezirk Mährisch Trübau.
Zwischen 1860 und 1865 besaß Karl Octavius zur Lippe-Weißenfeld die Šebetover Ländereien. 1865 wurden die Grafen Strachwitz kurzzeitig wieder Besitzer der Šebetover Güter. Im Zuge der Zwangsvollstreckung ersteigerte im selben Jahre der Wiener Fabrikant Johann May den Besitz, den er 1877 dann an Moritz von Königswarter verkaufte. 1887 gründete sich die Freiwillige Feuerwehr für Světlá und Přívěsť. Im Jahre 1904 hatte die Gemeinde 358 Einwohner. Die zum Ende des 19. Jahrhunderts nordöstlich von Přívěsť auf dem Hügel Kopanina errichtete hölzerne Holländerwindmühle brannte am 23. Dezember 1936 ab. Während der deutschen Besetzung war Světlá zwischen 1941 und 1945 dem Politischen Bezirk Boskowitz zugeordnet. Nach Kriegsende wurde die Gemeinde zunächst wieder Teil des Okres Moravská Třebová und 1949 wiederum dem Okres Boskovice zugewiesen. Mit Beginn des Jahres 1961 wurde Světlá nach Šebetov eingemeindet und dem Okres Blansko zugeordnet, zugleich verlor Přívěsť den Status eines Ortsteiles. Seit 1992 besteht die Gemeinde Světlá wieder. Světlá führt seit 1999 ein Wappen und Banner. Das Gemeindeamt befindet sich in Přívěsť.

## Gemeindegliederung
Für die Gemeinde Světlá sind keine Ortsteile ausgewiesen. Zu Světlá gehört die Ansiedlung Přívěsť (Duldungsdorf).
Das Gemeindegebiet bildet den Katastralbezirk Světlá u Šebetova.

## Sehenswürdigkeiten
- Kapelle Maria Himmelfahrt, errichtet 1872. Sie wurde nach ihrer Instandsetzung im Jahre 1996 erneut geweiht.
- Klosterhof
- Wappenstein des Klosters Hradisko aus dem Jahre 1721. Der beim Umbau des Hofes unter Abt Benedictus Bönisch eingefügte Stein befindet sich seit der zweiten Hälfte des 20. Jahrhunderts am Wohnhaus Nr. 30.
- Denkmal für František Palacký, an der Staatsstraße
- mehrere gezimmerte Speicher aus dem 18. und 19. Jahrhundert
- Schrotholzchaluppen in Přívěsť
- Reste des 1927–1928 angelegten Systems von Bewässerungskanälen, westlich des Dorfes auf den Wiesen an der Eisenbahn
- Kaiser-Franz-Joseph-Denkmal in Přívěsť, es wurde 1908 geschaffen, 1918 gestürzt und 2017 wiedererrichtet.
- Gedenkstein für die Gefallenen des Ersten Weltkrieges, an der Bushaltestelle unterhalb des Spielplatzes, enthüllt am 21. Oktober 2018. Die 1998 geschaffene Gedenktafel befand sich bis dahin am Gemeindeamt in Přívěsť.
- Wasserscheide zwischen den Einzugsgebieten von March und Thaya westlich des Ortes, hier fließen der von Osten kommende Světelský potok und aus entgegengesetzter Richtung der Stříbrný potok aufeinander zu. Mit wenigen Metern Abstand voneinander ändert der erstgenannte Bach seinen Lauf nach Norden, wo er zur Jevíčka fließt. Der Stříbrný potok wendet nach Süden und mündet dort in die Semíče.
- Kalkbrüche nordöstlich des Dorfes, wegen der häufigen Einschlüsse von Körnern der Meeresalge Nullipora erhielten sie die Bezeichnung Nulliporové vápence.